# Пангберн (Арканзас)
Пангберн (англ. Pangburn) — місто (англ. city) в США, в окрузі Вайт штату Арканзас. Населення — 500 осіб (2020).

## Географія
Пангберн розташований на висоті 106 метрів над рівнем моря за координатами 35°25′34″ пн. ш. 91°50′20″ зх. д. / 35.42611° пн. ш. 91.83889° зх. д. (35.426087, -91.838781).  За даними Бюро перепису населення США в 2010 році місто мало площу 1,63 км², уся площа — суходіл. В 2017 році площа становила 1,41 км², уся площа — суходіл.

## Демографія
Згідно з переписом 2010 року, у місті мешкала 601 особа в 259 домогосподарствах у складі 164 родин. Густота населення становила 368 осіб/км².  Було 307 помешкань (188/км²). 
Расовий склад населення:
| - 95,5 % — білих - 1,7 % — чорних або афроамериканців - 0,5 % — корінних американців |

До двох чи більше рас належало 2,2 %. Іспаномовні складали 2,7 % від усіх жителів.
За віковим діапазоном населення розподілялося таким чином: 23,0 % — особи молодші 18 років, 58,2 % — особи у віці 18—64 років, 18,8 % — особи у віці 65 років та старші. Медіана віку мешканця становила 41,5 року. На 100 осіб жіночої статі у місті припадало 92,6 чоловіків;  на 100 жінок у віці від 18 років та старших — 87,4 чоловіків також старших 18 років.
Середній дохід на одне домашнє господарство  становив 36 488 доларів США (медіана — 33 750), а середній дохід на одну сім'ю — 44 168 доларів (медіана — 41 071). За межею бідності перебувало 25,2 % осіб, у тому числі 34,1 % дітей у віці до 18 років та 15,0 % осіб у віці 65 років та старших.
Цивільне працевлаштоване населення становило 234 особи. Основні галузі зайнятості: освіта, охорона здоров'я та соціальна допомога — 20,9 %, роздрібна торгівля — 13,7 %, виробництво — 11,1 %, сільське господарство, лісництво, риболовля — 11,1 %.
За даними перепису населення 2000 року в Пангберні проживало 654 особи, 188 сімей, налічувалося 275 домашніх господарств і 332 житлових будинки. Середня густота населення становила близько 436 осіб на один квадратний кілометр. Расовий склад Пангберна за даними перепису розподілився таким чином: 98,78 % білих, 0,15 % — чорних або афроамериканців, 0,15 % — корінних американців, 0,31 % — представників змішаних рас, 0,61 % — інших народів. Іспаномовні склали 1,53 % від усіх жителів міста.
З 275 домашніх господарств в 30,5 % — виховували дітей віком до 18 років, 49,1 % представляли собою подружні пари, які спільно проживали, в 16,0 % сімей жінки проживали без чоловіків, 31,6 % не мали сімей. 28,4 % від загального числа сімей на момент перепису жили самостійно, при цьому 16,4 % склали самотні літні люди у віці 65 років та старше. Середній розмір домашнього господарства склав 2,38 особи, а середній розмір родини — 2,88 людини.
Населення міста за віковим діапазоном за даними перепису 2000 року розподілилося таким чином: 28,0 % — жителі молодше 18 років, 8,1 % — між 18 і 24 роками, 25,1 % — від 25 до 44 років, 20,8 % — від 45 до 64 років і 18,0 % — у віці 65 років та старше. Середній вік мешканця склав 36 років. На кожні 100 жінок в Пангберні припадало 87,4 чоловіків, у віці від 18 років та старше — 84,0 чоловіків також старше 18 років.
Середній дохід на одне домашнє господарство в місті склав 25 735 доларів США, а середній дохід на одну сім'ю — 31 250 доларів. При цьому чоловіки мали середній дохід в 26 750 доларів США на рік проти 18 594 долара середньорічного доходу у жінок. Дохід на душу населення в місті склав 15 234 долари на рік. 10,1 % від усього числа сімей в окрузі і 15,9 % від усієї чисельності населення перебувало на момент перепису населення за межею бідності, при цьому 23,2 % з них були молодші 18 років і 16,3 % — у віці 65 років та старше.